# Volo Air France 072
Il 1º agosto 1948, il volo Air France 072 scomparve sull'Oceano Atlantico, provocando la morte di tutte le 52 persone a bordo. L'incidente portò al ritiro dei Latécoère 631 che si trovavano in servizio per Air France. Fu il peggior incidente aereo di quegli anni e quello con più vittime subito da quel tipo di aereo.

## L'aereo
Il velivolo coinvolto nell'incidente era un Latécoère 631 F-BDRC, nominato Lionel de Marnier, numero di serie MSN-06. Effettuò il primo volo il 9 novembre 1947.

## L'incidente
Il velivolo partì da Fort-de-France, Martinica, alle 10:50 (14:50 UTC) del 31 luglio, e doveva arrivare a Port-Etienne, nell'Africa Occidentale Francese, alle 01:00 UTC del 1º agosto. Trasportava 40 passeggeri e 12 membri dell'equipaggio. Una stazione radio americana nelle Azzorre riferì di aver ricevuto mayday dall'aereo poco dopo la mezzanotte del 1º agosto. La posizione dell'aeromobile venne stimata essere a circa 2 000 chilometri a nord delle isole di Capo Verde. Due velivoli dell'Air France, un aereo dell'aeronautica francese e una nave della Marina furono inviati alla ricerca dell'aeromobile. La guardia costiera statunitense inviò la USCGC Campbell per aiutare nella ricerca. Le autorità portoghesi autorizzarono gli aeromobili che erano alla ricerca del Latécoère 631 scomparso a utilizzare l'aeroporto di Ilha do Sal, che non era all'epoca aperto al traffico. Due Boeing B-17 Flying Fortress dell'aeronautica portoghese si unirono alla ricerca. L'Aeronautica degli Stati Uniti si unì alla ricerca con un Flying Fortress e sette Boeing B-29 Superfortress.
Il 3 agosto, la nave meteorologica francese Leverrier riferì di aver ricevuto un messaggio di soccorso dall'aeromobile. Un secondo messaggio fu ricevuto la mattina dopo. Il Flying Fortress americano riferì anche di aver ricevuto un messaggio di soccorso "debole e confuso" quel giorno. La USCGC Campbell segnalò di aver trovato due sedili dall'aeromobile a circa 2 910 chilometri a est di Porto Rico. Un aereo, in seguito, riferì di aver avvistato un relitto a 20 km dalla posizione in cui erano stati trovati i sedili. Alcuni dei detriti mostrarono tracce di incendio. La ricerca di eventuali sopravvissuti fu interrotta il 9 agosto. In seguito all'incidente, che all'epoca era il peggior incidente aereo nell'Oceano Atlantico e anche il peggiore mai subito da un Latécoère 631, tutti gli aeromobili di questo tipo vennero ritirati dal servizio della Air France.